# Pardosa crassipalpis
Pardosa crassipalpis är en spindelart som beskrevs av William Frederick Purcell 1903. Pardosa crassipalpis ingår i släktet Pardosa och familjen vargspindlar. Inga underarter finns listade i Catalogue of Life.